# Карађорђева улица (Сомбор)
| Улица Карађорђева | Улица Карађорђева        |
| ----------------- | ------------------------ |
|                   |                          |
| Почетак           | Улица Војвођанска        |
| Крај              | Улица Светозара Милетића |
| Дужина            | око 800 m                |
| Ширина            | 5 до 6 m                 |
| Створена          |                          |
| Названа           |                          |
| Стари називи      | Железничка               |
|                   |                          |
|                   |                          |
| Поглед на улицу   |                          |

Улица Карађорђева је једна од старијих градских улица у Сомбору, седишту Западнобачког управног округа. Протеже се правцем који повезује Војвођанску улицу и на другој страни Улицу Светозара Милетића. Дужина улице је око 800 м.

## Улице у Сомбору
Почетком 20. века (1907) Сомбор је био подељен на пет градских квартова (Унутрашња варош, Горња варош, Црвенка, Млаке или Банат и Селенча) и било је 130 улица. Данас у Сомбору има око 330 улица.
Некада квартови, данас Месне заједнице, којих на подручју Града Сомбора има 22. Сам Град има 7 месних заједница ("Црвенка", "Горња Варош", "Млаке", "Нова Селенча", "Селенча", "Стара Селенча" и "Венац"), док су осталих 15 у осталим насељеним местима.
Улица Карађорђева припада Месној заједници "Црвенка". 

## Назив улице
Улица је у прошлости носила назив Железничка. Улица данас носи назив Карађорђева. 

## Историјат
Улица је настала после изградње пруге и градске железнице 1869. године. Тада се протезала од завршетка Војвођанске улице (Бајски пут) до станице. На левој страни улице тада се налазила бара Беле јаме и градски парк.

## Суседне улице
- Војвођанска
- Радишићева
- Васе Стајића
- Железничка
- Светозара Милетића

## Карађорђевом улицом
Улица Карађорђева је улица у којој се углавном налазе стамбене куће и зграде новије градње, неколико продајних објеката, фирми и угоститељских објеката. 
На почетку Карађорђеве улице, из правца Војвођанске улице, са њене леве стране, налазе се Тениски терени Жак, Стадион ФК Жак и један од већих сомборских паркова.

### Значајније институције и објекти у улици
Тренутно се у улици налази:
- Центар за социјални рад Сомбор, на броју 4
- Маркет Минимарт, на броју 22
- Аурора Апартман, на броју 24
- Приватна поликлиника Consilium, на броју 40
- Šulex, на броју 34-38
- E рециклажа Сомбор, на броју 50

## Галерија
- Поглед на парк и тениске терене
- Тениски терени
- Тениски терени и у поѕадини фудбалски терен
- Šulex и Приватна поликлиника Consilium
- Šulex
- Приватна поликлиника Consilium
- Поглед на улицу
- Поглед на улицу

- Парк